# Улица Николая Кондратенко (Краснодар)
Улица Николая Кондратенко (до 17 июля 2014 Коро́ткая у́лица) — улица в Западном округе города Краснодара.

## История
Проложена в конце XIX века, когда был срыт северный вал Екатеринодарской крепости. До 1939 года называлась Приютской улицей.

## Описание
Улица Николая Кондратенко начинается от Октябрьской улицы и заканчивается, упираясь в улицу Захарова. Её длина 580 метров. В средней части улицы от неё ответвляются два небольших проезда, соединяющих улицу Николая Кондратенко с Постовой улицей. Они образуют кольцо вокруг храма св. Александра Невского.

## Транспорт
На всём протяжении является односторонней (движение направлено от Октябрьской в сторону Захарова). На пересечении с улицей Захарова есть светофор. На улице Николая Кондратенко запрещена стоянка автомобилей на обочинах, так как имеются всего две полосы для движения автомобилей. Улица в будние дни сильно загружена транспортом. Движения общественного транспорта на улице нет.

## Достопримечательности
- Детский сад № 94 (улица Николая Кондратенко, 2)
- Главное управление Банка России по Краснодарскому краю (улица Николая Кондратенко, 12)[2]
- Дом архитектора А. П. Косякина (улица Николая Кондратенко, 13)
- Памятный камень в сквере на углу с улицей Захарова, на месте основания Екатеринодарской крепости.

Также на улицу Николая Кондратенко выходят фасадом, но к ней не относятся:
- Храм св. Александра Невского (Постовая, 26)
- Детская краевая клиническая больница (площадь Победы, 1).